# Maribská přehrada

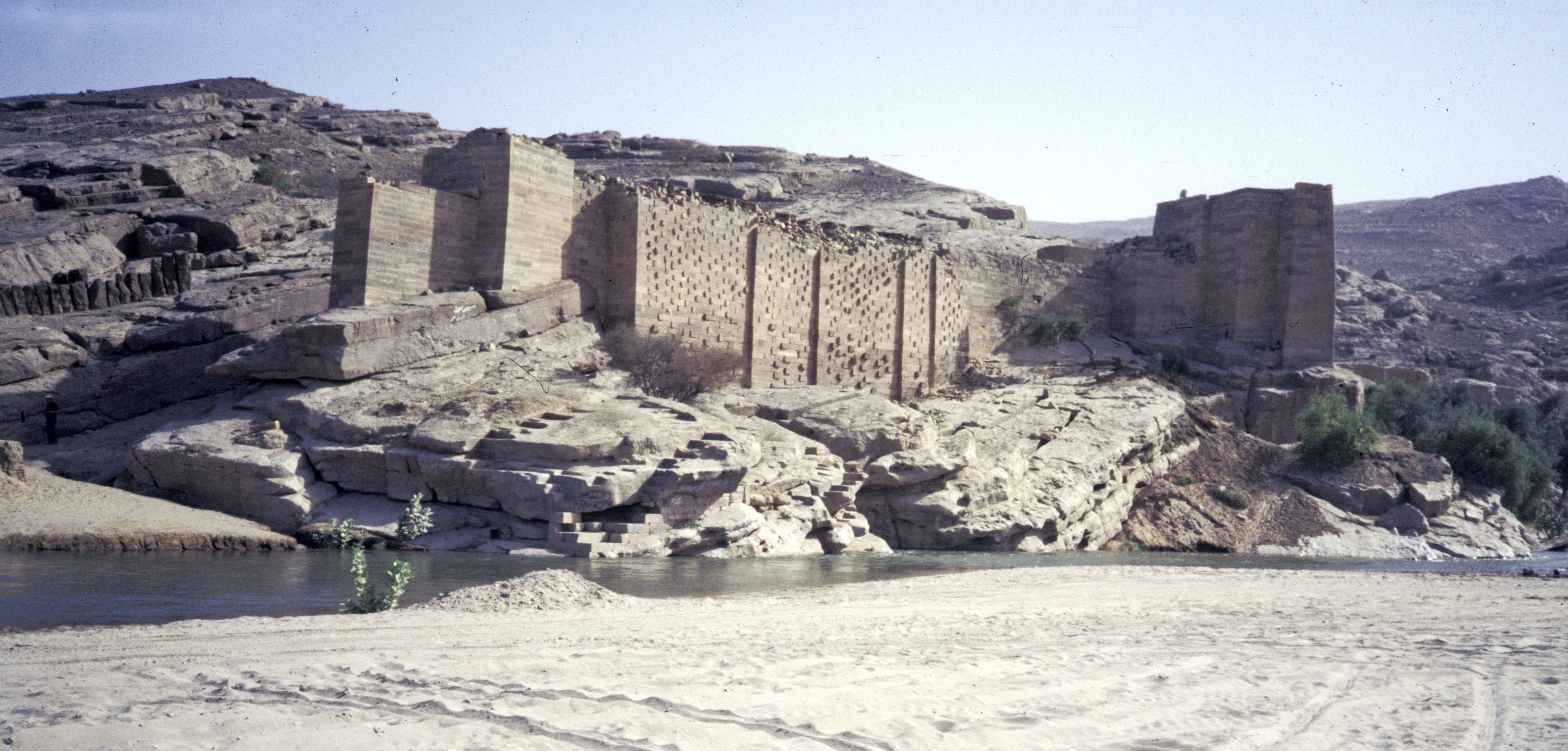
Ruiny staré přehrady v roce 1988

Maribská přehrada (arabsky سـدّ مَـأرِب, Sadd Ma'rib nebo sudd Ma'rib) je přehrada přehrazující koryto Vádí Adhanah (také Dhana nebo Adhana) ve stejnojmenném údolí v pohoří Balak v guvernorátu Marib v severním Jemenu u města Marib. Přehrada se nachází přibližně 120 kilometrů východně od hlavního města Saná.  Současná přehrada byla postavena v 80. letech a nachází se nedaleko od ruin starověké Velké maribské přehrady, která byla postavena v 8. století před naším letopočtem. 
Nová přehrada i ruiny staré přehrady byly poškozeny náletem saúdského letectva 31. května 2015.

## Starověká přehrada
Město Marib bývalo hlavním městem Sabejské říše a největším městem jižní Arábie. Město bylo zásobováno údolní přehradou, která byla postavena mezi dvěma místními pahorky na severozápad od města. Některé archeologické nálezy naznačují, že jednoduché zemní přehrady a síť kanálů byly postaveny již v roce 1750 př. n. l. Spolehlivější informace datují stavbu Velké maribské přehrady přibližně do 8. století př. n. l. 
Těleso přehrady tvořila nahromaděná zemina, trojúhelníkového průřezu, dlouhá 580 m a vysoká 4 m. Kolem roku 500 př. n. l. byla výška přehrady zvýšena na 7 m, těleso směrem proti proudu bylo vyztuženo kameny a zavlažovací systém byl rozšířen. Po pádu Sabejské říše kolem roku 115 př. n. l. se Marib i s blízkou přehradou dostal pod kontrolu Himjarského království.
Pod himjarskou vládou došlo k další z mnoha rekonstrukcí při níž došlo ke zvýšení přehrady na 14 m a konstrukci pět přelivů, dvou stavidel a 1000 m dlouhým zavlažovacím kanálem. Rozsáhlá rekonstrukce přehrady pokračovala až do roku 325 .n l. Přehrada poté umožňovala zavlažovat území o rozloze 100 km2.
V 6. století mělo dojít ke zničení neudržované hráze etiopskými nájezdníky. Po těchto událostech město Marib zpustlo a došlo k migraci asi 50 000 obyvatel žijících v údolí. 
Zničení přehrady je zmíněno v Koránu, súře 34:
 لَقَدْ كَانَ لِسَبَإٍ فِي مَسْكَنِهِمْ آيَةٌ ۖ جَنَّتَانِ عَن يَمِينٍ وَشِمَالٍ ۖ كُلُوا مِن رِّزْقِ رَبِّكُمْ وَاشْكُرُوا لَهُ ۚ بَلْدَةٌ طَيِّبَةٌ وَرَبٌّ غَفُورٌ، فَأَعْرَضُوا فَأَرْسَلْنَا عَلَيْهِمْ سَيْلَ الْعَرِمِ وَبَدَّلْنَاهُم بِجَنَّتَيْهِمْ جَنَّتَيْنِ ذَوَاتَيْ أُكُلٍ خَمْطٍ وَأَثْلٍ وَشَيْءٍ مِّن سِدْرٍ قَلِيلٍ‎

A věru měli obyvatelé Sabá' v sídlech svých znamení: dvě zahrady zprava i zleva. Živte se z přídělu obživy Pána svého a buďte vděční! A je to země výtečná a Pán váš je odpouštějící. Avšak odvrátili se od Nás a poslali jsme na ně záplavu hráze a vyměnili jsme jejich dvě zahrady za jiné dvě s plody hořkými, tamaryšky a s několika málo stromy lotosovými.

Hráz přehrady a její vodní hladina je společně s kávovníkem vyobrazena na štítu státního znaku Jemenu. Předtím se nacházela na téměř identickém štítu státního znaku jemenského království (1948 až 1962) a později republiky severního Jemenu (1966 až 1990).

## Moderní přehrada
V roce 1982 zasáhla okolí Maribu devastující povodeň. V reakci na tuto událost se prezident Spojených arabských emirátů šejk Zajd bin Sultán Ál Nahján (jehož rod má z oblasti pocházet), rozhodl zafinancovat stavbu nové přehrady. Ke slavnostnímu dokončení stavby za jeho přítomnosti došlo v roce 1986.  
Hráz přehrady je sypána, vysoká 38 m, dlouhá 763 m. Nádrž má kapacitu 398 milionů m3. Nová přehrada se nachází 3 km proti proudu od ruin Staré přehrady. Stejně jako u původní přehrady, dochází k zanášení naplaveninami ze břehů a k průsakům hráze. Jako jeden ze způsobů zachycení průsaku bylo uvažováno o obnově staré přehrady a to zároveň jako funkční přehrady, tak jako historické památky a turistické atrakce. Složitost a objem prací spojených s tímto projektem by vyžadovaly, aby několik organizací spolupracovalo pod záštitou UNESCO s využitím finančních příspěvků od mezinárodních organizací.